# 2B
2B er navnet på en portugisisk sangduo, der blev dannet med henblik på at repræsentere landet ved Eurovision Song Contest 2005. Duoen bestod af Luciana Abreu og Rui Drummond, og deres sang til grandprixet var "Amar" ("At elske"). Sangen, der både havde engelsk og portugisisk tekst, klarede sig dog ikke igennem semifinalen, selv om den klarede sig bedre, end Portugals bidrag året forinden.
Efter Eurovision Song Contest gik de to medlemmer af duoen hver til sit for at forfølge solokarrierer.
| Musikgruppe | Spire Denne artikel om en musikgruppe er en spire som bør udbygges. Du er velkommen til at hjælpe Wikipedia ved at udvide den. |